# 愛媛県道51号大三島環状線
愛媛県道51号大三島環状線（えひめけんどう51ごう おおみしまかんじょうせん）は、愛媛県今治市の大三島を一周する県道（主要地方道）である。

## 概要

### 路線データ
- 起点：愛媛県今治市大三島町宗方（愛媛県越智郡大三島町大字宗方[1]）
- 終点：愛媛県今治市大三島町宗方（愛媛県越智郡大三島町大字宗方[1]）

## 歴史
- 1993年（平成5年）5月11日 - 建設省から、県道大三島環状線が大三島環状線として主要地方道に指定される[1]。

## 路線状況

### 重複区間
- 愛媛県道21号大三島上浦線（今治市大三島町宮浦）
- 国道317号（今治市上浦町井口 - 今治市上浦町瀬戸）

### 道の駅
- 道の駅今治市多々羅しまなみ公園（国道317号 重複区間）

## 地理

### 通過する自治体
- 今治市

### 交差する道路
- 愛媛県道21号大三島上浦線（今治市大三島町宮浦）
- 愛媛県道21号大三島上浦線（今治市大三島町宮浦）
- 国道317号・愛媛県道21号大三島上浦線（今治市上浦町井口）
- 西瀬戸自動車道（しまなみ海道） 大三島インターチェンジ（国道317号重複区間）
- 国道317号（今治市上浦町瀬戸）

### 沿線にある施設など

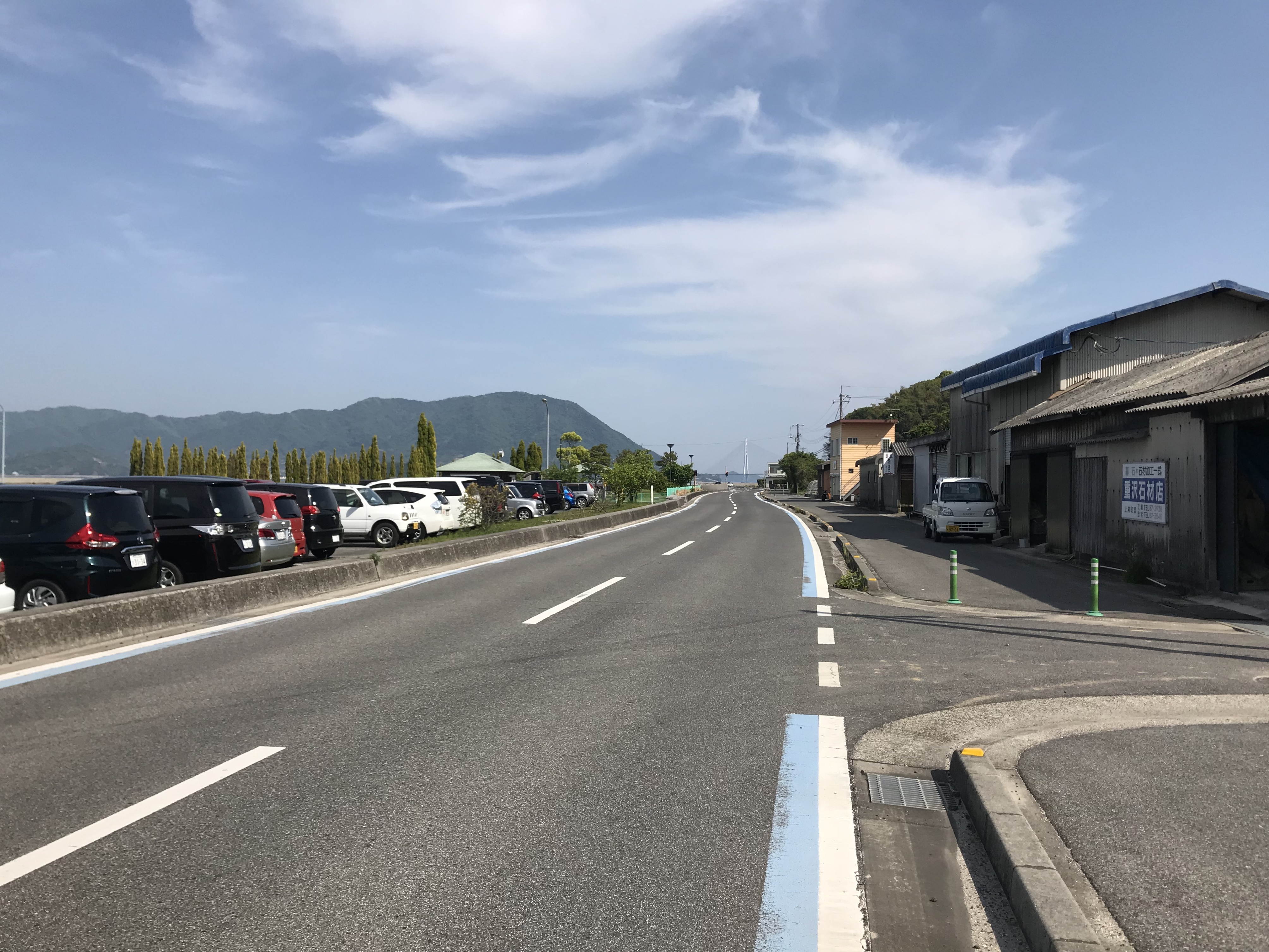
盛漁港付近

大三島町宮浦の愛媛県道21号大三島上浦線重複区間から時計回りに記述している。
- 今治市役所大三島支所
- 今治市立宮浦保育所
- 大三島少年自然の家
- 鏡簡易郵便局
- 盛キャンプ場（2016年廃止[2]）
- 盛海水浴場
- 盛港【北緯34度17分36.7秒 東経133度1分37.7秒 / 北緯34.293528度 東経133.027139度】
- 今治市立上浦小学校
- 今治市立上浦中学校
- 上浦郵便局
- 今治市立井口保育所
- 甘崎郵便局
- 宗方漁港
- ところミュージアム大三島
- 日本ウェルネス高等学校
- みどりの村運動公園
- 野々江郵便局
- 今治市立大三島中学校
- 愛媛県立今治北高等学校大三島分校